# Neoscaptia androconiata
Neoscaptia androconiata là một loài bướm đêm thuộc phân họ Arctiinae, họ Erebidae.